# 2014 FZ71
2014 FZ71 là một thiên thể ngoài Hải Vương tinh. Nó cũng thuộc nhóm thiên thể đĩa phân tán. Với củng điểm của nó là gần 56 AU nó thuộc về một nhóm nhỏ và khó hiểu của các vật thể xa với độ lệch tâm vừa phải. Đây không phải là một ứng cử viên hành tinh lùn vì nó chỉ có đường kính khoảng 150 km.
Nó được khám phá vào ngày 24 tháng 3 năm 2014 bởi Scott Sheppard.